# Uhrenfabrik Senden

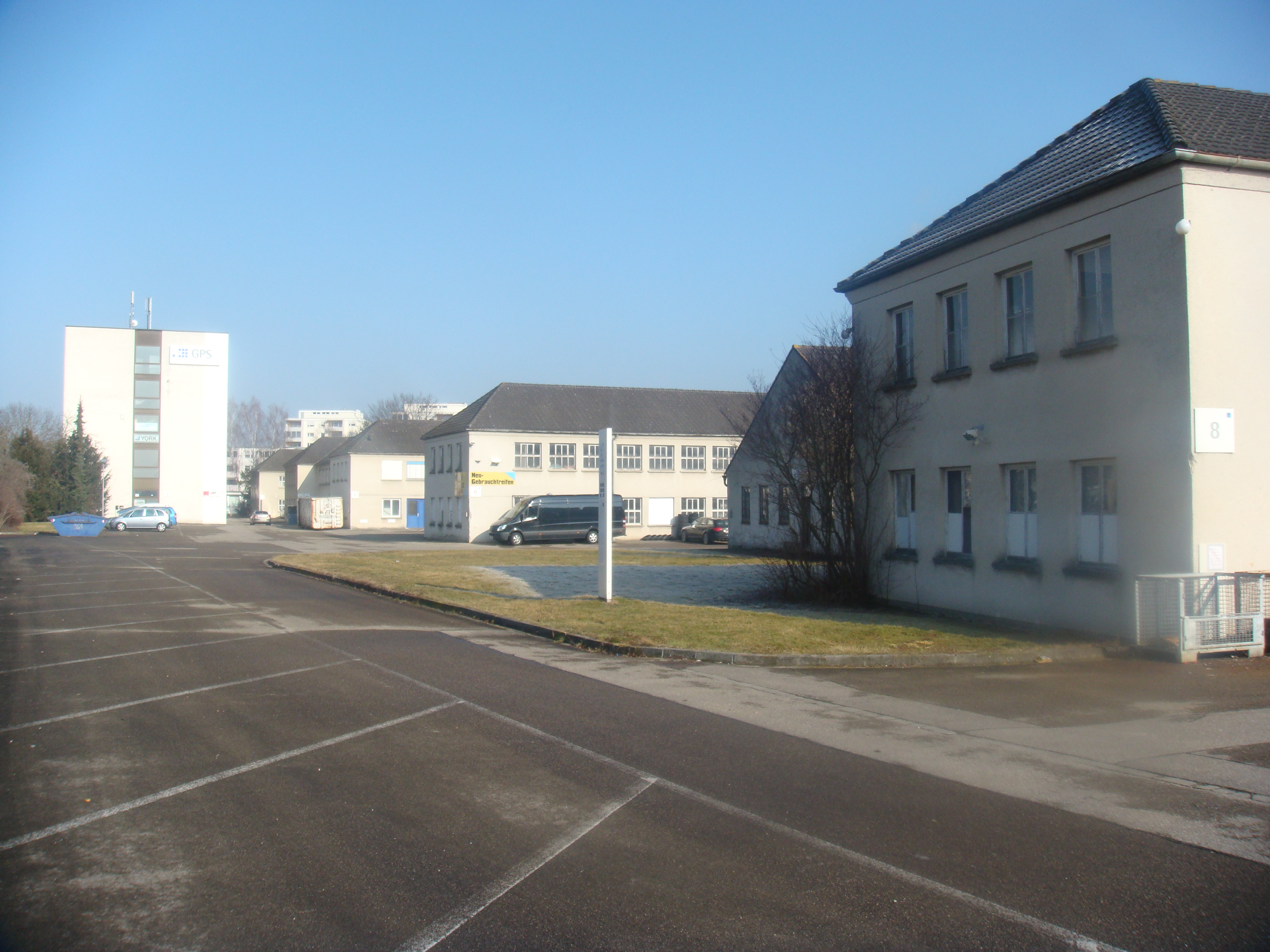
Alte Uhrenfabrik Senden, heute Gewerbepark Senden GPS

Die Uhrenfabrik Senden war eine mittelständische Uhrenfabrik, die 1993 wegen Umweltverschmutzung geschlossen wurde.

## Geschichte
Die Uhrenfabrik wurde 1947 in der Stadt Senden (Bayern) von Erich Rittinghaus und Gustav Eiffert in der Nähe von Neu-Ulm gegründet. In ihren besten Zeiten beschäftigte das Unternehmen bis zu 2500 Menschen und hatte eine Tagesproduktion von bis zu 32.000 Uhren. Besonders berühmt wurde die Firma durch die Reisewecker der Marken Europa, Ducado und Deluxe. Für Wanduhren hatte das Schramberger Unternehmen Junghans die Uhrwerke hergestellt. Die Firma wurde im Dezember 1988 verkauft.
Einem der beiden Gründer, Erich Rittinghaus, wurde 1967 das Bundesverdienstkreuz Erster Klasse verliehen und er wurde Ehrenbürger der Stadt Senden. Die Straße, in der das ehemalige Fabrikgebäude der Uhrenfabrik steht, wurde nach ihm benannt.
1991 fand man heraus, dass die Firma giftige Abfälle durch alte Brunnenschächte „entsorgt“ hatte. Chemikalien wie Cyanid oder Kupferschlämme verunreinigten jahrelang das Grundwasser. Deshalb wurde 1993 die Firma geschlossen und das ehemalige Werksgelände in den Gewerbepark Senden umgewandelt.